# Sidi Aissa Regragui
Sidi Aissa Regragui  (in arabo سيدي عيسى الركراكي‎?) è un centro abitato e comune rurale del Marocco situato nella provincia di Essaouira, regione di Marrakech-Safi. Conta una popolazione di 7 873 abitanti (censimento 2014).